# 松岡則方
松岡 則方（まつおか のりかた）は、戦国時代の鹿島神宮大祝職。塚原卜伝に始まる鹿島新当流の剣豪でもあり、松岡兵庫助の名で知られる。
大祝とは祭礼のときの祝詞奏上役で、『鹿島神宮誌』所載系図によると則方は天正年間の大祝となっている。
剣術の師は諸説あり塚原卜伝に学んだとも、卜伝の養子・塚原幹重と卜伝の弟子である川島卜平の二人に学んだともいわれる。『天真正伝新当流兵法伝脈』によると則方は子の時備とともに徳川家康に唯授一人（一の太刀）を含む新当流の兵法を残るところなく伝授し、「御直紙・御誓紙・御腰刀・御時服」といった褒賞と田野辺（現・鹿嶋市沼尾）の松岡屋敷近辺に知行40石、のち120石を得たという。その際の「一の太刀」伝授への謝意と、新当流を疎略にしない旨を記した家康の誓紙が松岡家に現存している。
卜伝は晩年を松岡家で過ごしたが、これは則方が弟子筋であると同時に卜伝の実兄・吉川常賢の娘婿であった関係にもよる。則方の新当流は時備以降も松岡派として受け継がれ、幕末まで存続した。